# Ciudad de Panamá
Panama (spaniolă: Panamá) este capitala și cel mai mare oras al Republicii Panama. Are o populație de 880,691, cu o populație totală de 1,272,672 de zona metropolitana si este situat la intrarea din Pacific a Canalului Panama, în provincia cu același nume. Orasul este centrul politic și administrativ al țării, și un hub pentru internaționale din domeniul bancar si Comertului.
Orașul a fost fondat pe 15 august 1519 de Pedro Arias de Avila, și a devenit prosper în perioada colonială spaniolă, ca port important. A fost distrus în 1671 de către o armată de pirați și de ostașii lui Sir Henry Morgan, dar reconstruit în 1673.
Construcția Canalului Panama i-a mărit prosperitatea. Ciudad de Panamá nu mai este astăzi un port, comerțul fiind realizat prin portul Balboa din vecinătate.
Cu un PIB-ul mediu pe cap de locuitor de 11.700 dolari, Panama a fost printre primele cinci locuri intr-un clasament pentru pensionare în lume, potrivit revistei International Living. Panama City are un orizont dens de clădiri si este inconjurat de o centura mare de pădure tropicală. Acesta are un sistem avansat de comunicații, precum și Panama Tocumen International Airport, cel mai mare aeroport si mai aglomerat din America Centrală, ofera zboruri zilnice spre destinații internaționale majore.
Panama City a fost ales pentru a fi capitala americană a culturii pentru 2003 (împreună, cu Curitiba, Brazilia).

## Personalități născute aici
- Darío Herrera (1870 - 1914), scriitor, diplomat;
- Alan Ford (1923 - 2008), înotător;
- Manuel Noriega (1934 - 2017), fost președinte al Panama;
- Roberto Durán (n. 1951), pugilist;
- Miguel Bosé (n. 1956), cântăreț, actor;
- Jordana Brewster (n. 1980), actriță americană;
- Jaime Penedo (n. 1981), fotbalist.

1. ↑   https://mupa.gob.pa/alcalde-de-panama/ Lipsește sau este vid: |title= (ajutor)
2. ↑   https://it-ch.topographic-map.com/map-s5fss8/Panam%C3%A0/?zoom=19&center=8.97077%2C-79.53417&popup=8.97087%2C-79.53423 Lipsește sau este vid: |title= (ajutor)